# Підлісне (Чортківський район)

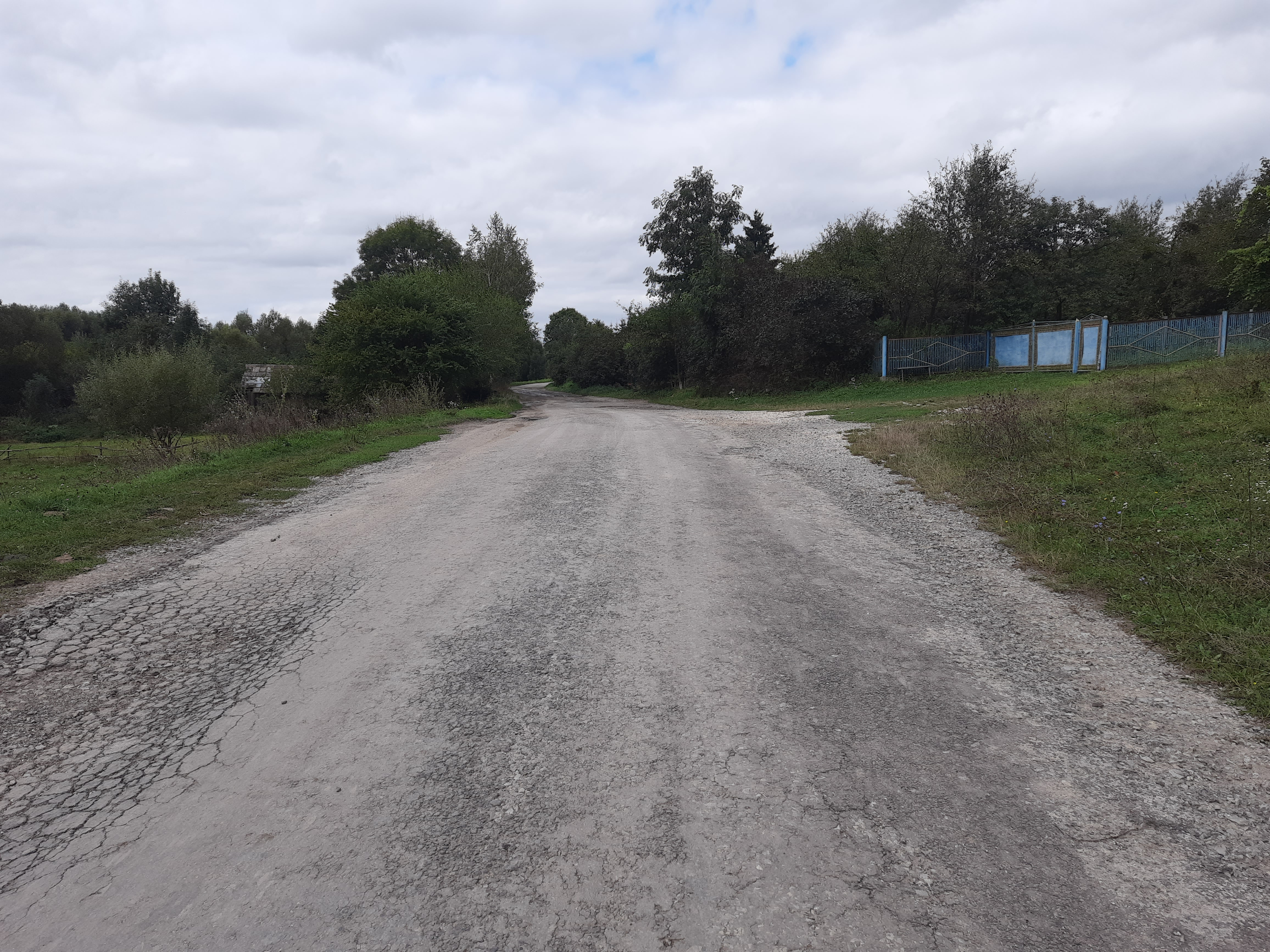
Дорога в село

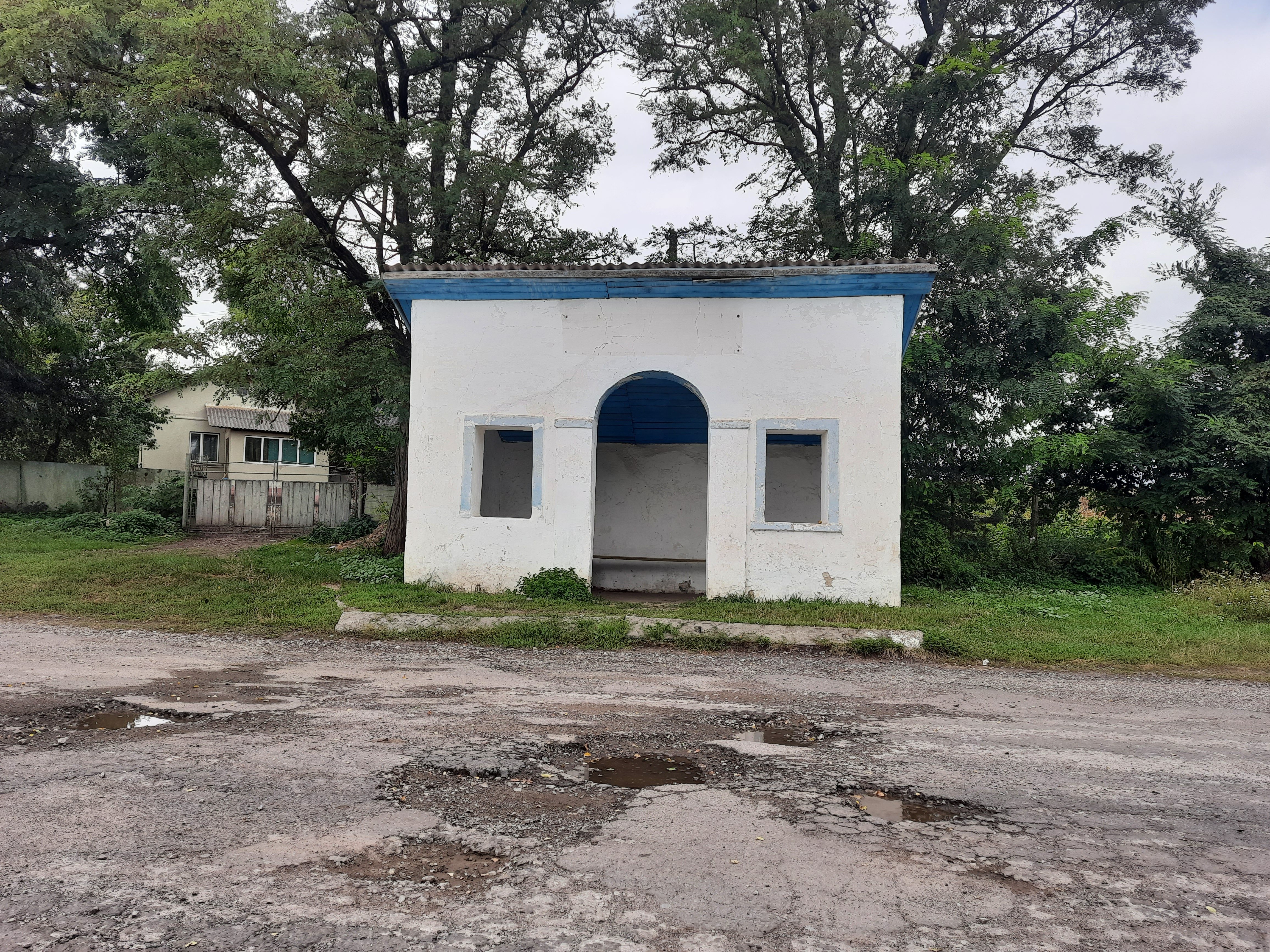
Автобусна зупинка

Підлі́сне — село в Україні, у Монастириській міській громаді Чортківського району Тернопільської області. Розташоване на річці Горожанка, на заході району. Центр Підліснянської сільської ради.(до 2020 року). До 1947 називалося Дрищів. До Підлісного приєднано хутори Зелена та Чемерівка.
Населення — 1406 осіб (2007).

## Історія
Перша писемна згадка — 1602[джерело?].
У дорадянський період діяли товариства «Просвіта», «Січ», «Сільський господар», «Рідна школа», кооператива, молочарня.
1 квітня 1933 р. гміну Дрищів вилучено з Рогатинського повіту Станіславського воєводства і приєднано до Підгаєцького повіту Тернопільського воєводства.
На 1 січня 1939-го в селі з 1420 жителів було 860 українців-греко-католиків, 450 українців-латинників, 20 поляків, 60 польських колоністів міжвоєнного періоду (в присілку Зелена) і 30 євреїв.
У 1943 р. першими із села вступили до УПА:
- Павло Вичівський (“Підкова”; 1923 р. н.), Василь Гой (“Зелень”; 1919 р. н.), Василь Коберницький (“Рись”; 1921 р. н.), Іван Крижанівський (“Тадей”; 1921 р. н.), Павло Місюрак (“Клим”; 1920 р. н.), Григорій Прусак (“Нечай”; 1907 р. н.), Михайло Шаган (1921 р. н.).

У червні 1944 р. проводили останній набір до дивізії “Галичина”. Із села зголосилося 32 добровольці, серед них:
- Петро Бабак (1925–1944), Дмитро Благий (1925–1944), Петро Деркач, Михайло Коберницький, Василь Кордяк (1924–1944), Іван Лашта, Теодор Марусевич (1920–1944), Осип Марусин, Михайло Матвіїв, Василь Місюрак, Андрій Патригура (1921–1944), Михайло Прусак, Петро Родзінський, Іван Сабадак.

У дивізії загинуло 5 вояків, пропало безвісти 6 чоловіків.
У боротьбі за волю України загинули жителі с. Підлісне:
- Василь Вичівський, Іван Коберницький (1929–1949), Михайло Леник (1912–1945), Максим (1909–1944), Микола (1906–1944), Микола (рр. н. і см. невід.), Михайло (1911–1945), Степан (1912–1949) та Степан (рр. н. і см. невід.) Місюраки, Василь Мулик (рр. н. і см. невід.), Михайло Німак (1904–1946), Іван Родзінський (рр. н. і см. невід.), Іван Сабадак (1922–1948), Андрій Сабадах (рр. н. і см. невід.), Михайло Шаган (1914–1946).

За радянської влади каральні органи репресували понад 80 уродженців села.
Протягом 1962–1966 село належало до Бучацького району. 
12 червня 2020 року, відповідно до розпорядження Кабінету Міністрів України № 724-р «Про визначення адміністративних центрів та затвердження територій територіальних громад Тернопільської області» увійшло до складу Монастириської міської громади.
19 липня 2020 року, в результаті адміністративно-територіальної реформи та ліквідації Монастириського району, село увійшло до складу Чортківського району.

## Населення

### Мова
Розподіл населення за рідною мовою за даними перепису 2001 року:
| Мова       | Кількість | Відсоток |
| ---------- | --------- | -------- |
| українська | 447       | 99.78%   |
| російська  | 1         | 0.22%    |
| Усього     | 448       | 100%     |

## Політика

### Парламентські вибори, 2019
На позачергових парламентських виборах 2019 року у селі функціонувала окрема виборча дільниця № 610712, розташована у приміщенні школи.
Результати
- зареєстровано 246 виборців, явка 45,93%, найбільше голосів віддано за Радикальну партію Олега Ляшка — 19,47%, за «Слугу народу» і «Європейську Солідарність» — по 16,81%.[6] В одномандатному окрузі найбільше голосів отримала Алла Стечишин (самовисування) — 49,04%, за Миколу Люшняка (самовисування) — 17,31%, за Ігоря Сопеля (Слуга народу) — 8,65%[7].

## Пам'ятки
Є церква Іоана Богослова (1872, дерев'яна).
Насипано символічну могилу Борцям за волю України та односельцям, як і загинули або пропали безвісти під час 2-ї світової війни, встановлено меморіальну дошку полеглим воїнам ЧА.

## Соціальна сфера
Працюють загальноосвітня школа І-ІІ ступенів, клуб, бібліотека, ФАП.

## Відомі люди

### Народилися
- Володимир Леник. - діяч ОУН, педагог, публіцист

## Світлини

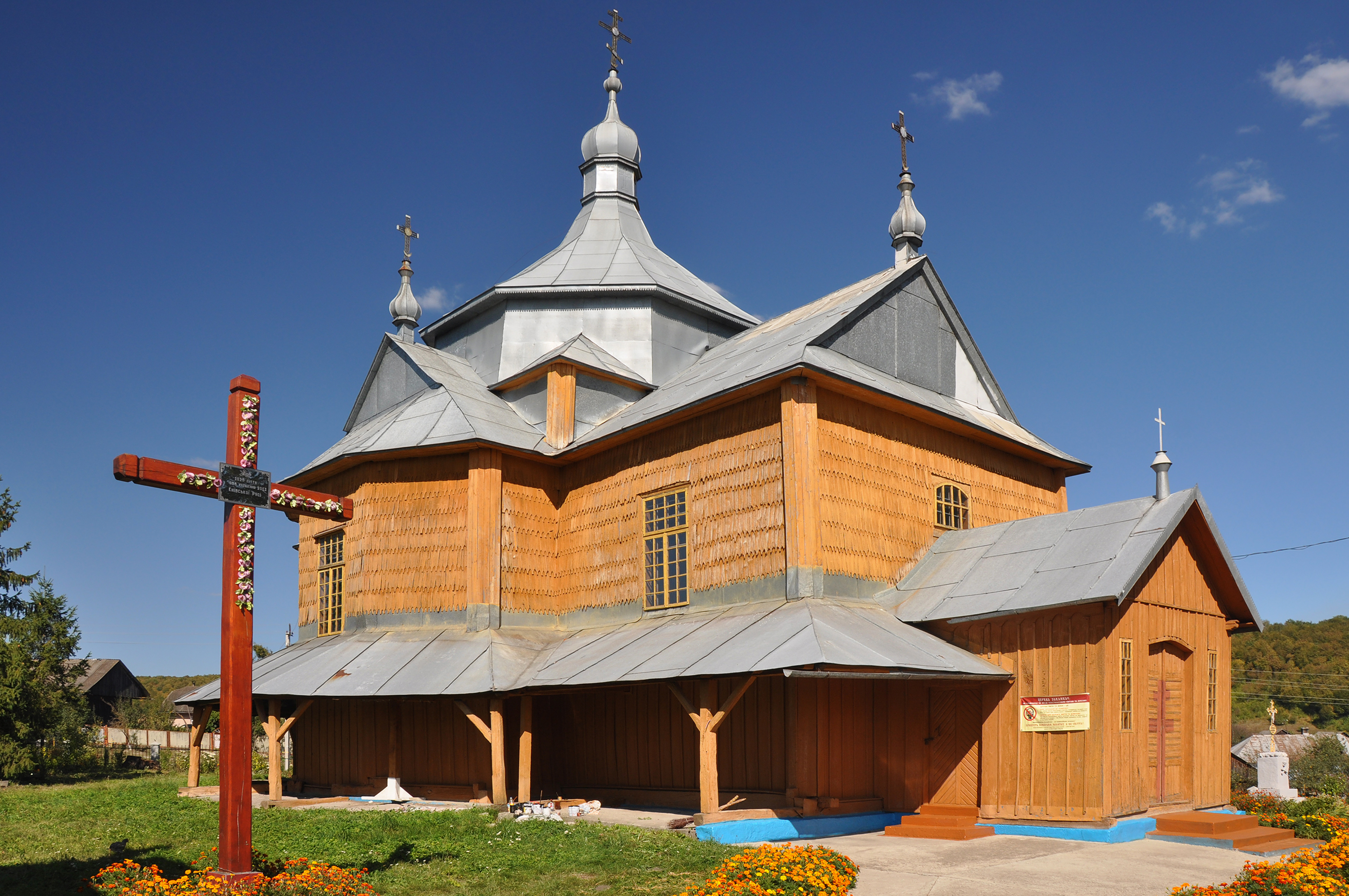
Дерев'яна церква Іоана Богослова
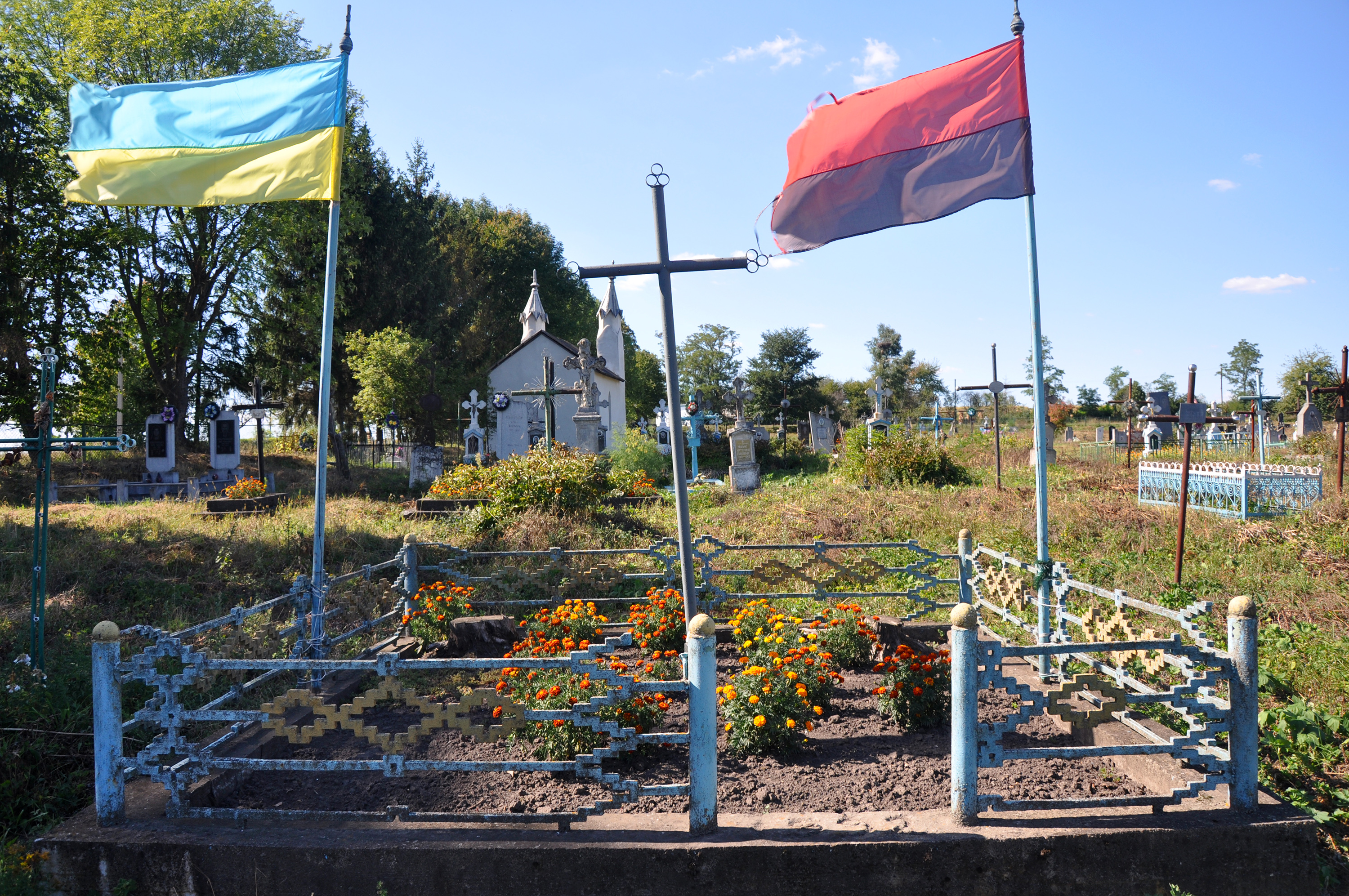
Поховання воїнів Української Повстанської Армії на кладовищі
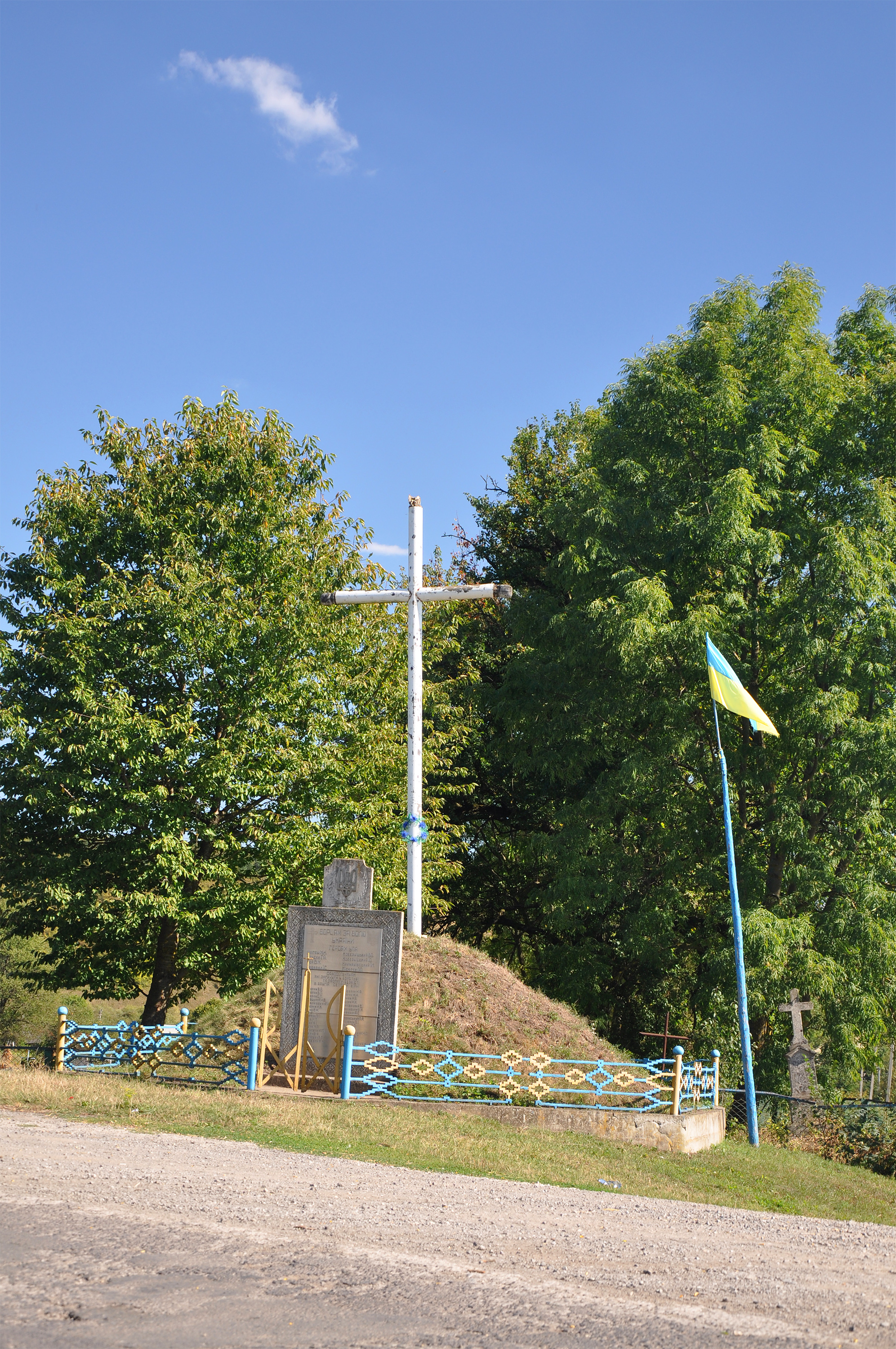
Братська могила воїнів Української Повстанської Армії
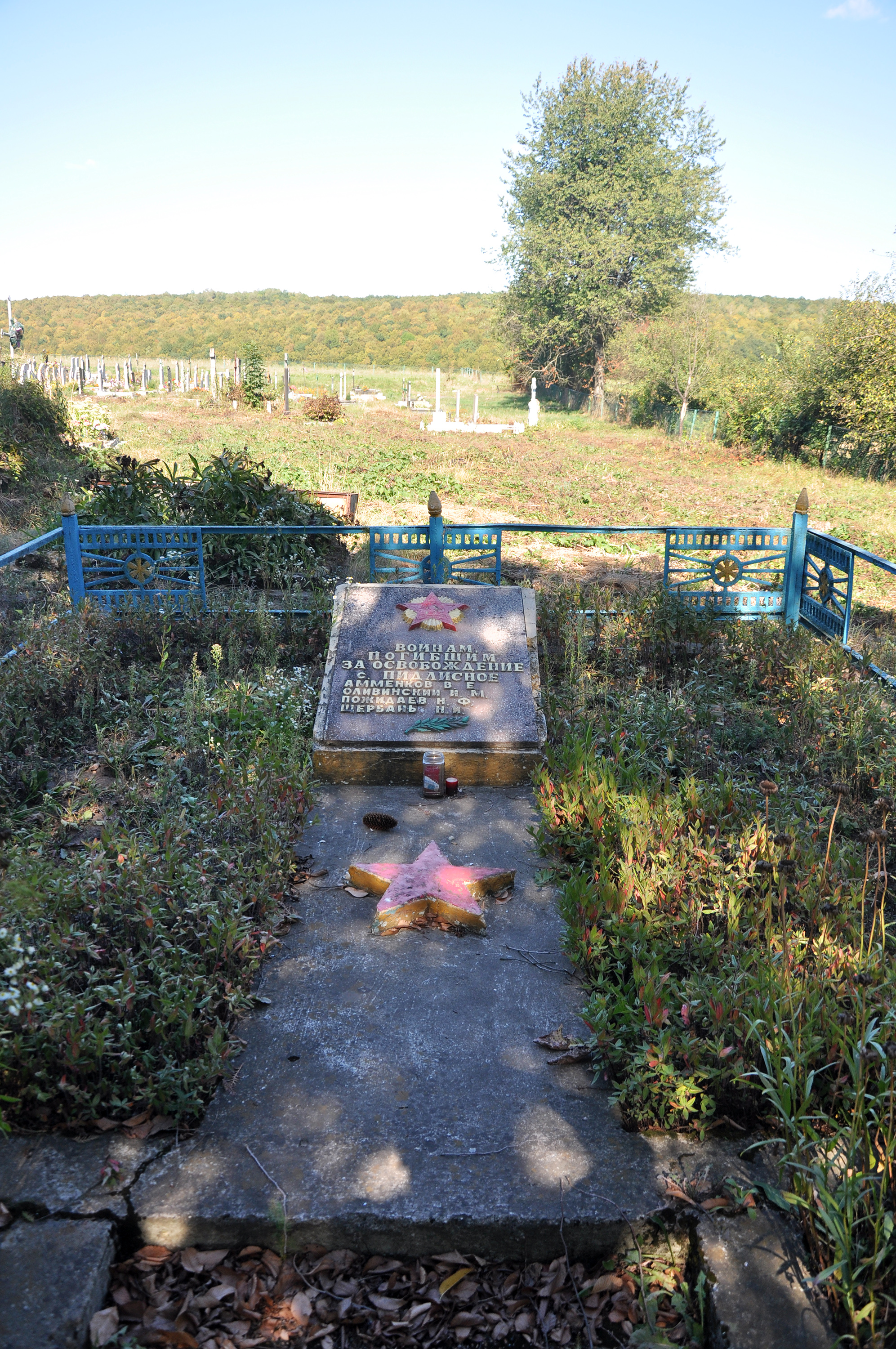
Могила радянських воїнів на кладовищі